# 하휴
하휴(何休, 129년 ~ 182년)은 중국 후한 말기의 사상가이자 학자이다. 자는 소공(邵公)이다. 그는 육경을 연구했는데 어떠한 학자도 그를 따라가지 못했다고 한다. 그는 168년에 당고의 화에 연루되어 10여 년간 금고를 당하기도 했다. 금고가 풀리자 그는 다시 관리로서 활동하였다. 그의 저서로는 춘추공양해고(春秋公羊解詁), 공양묵수(公羊墨守), 좌씨고맹(左氏膏盲), 곡량폐질(穀梁廢疾) 등이 있다.